# Boutonia
Boutonia là chi thực vật có hoa trong họ Acanthaceae.

## Các loài
- Boutonia acuminata
- Boutonia cuspidata
- Boutonia mascareinensis
- Boutonia mascarensis
- Boutonia mascariensis
- Boutonia pomifera